# Farrera (Lleida)
Farrera ist eine katalanische Gemeinde (Municipio) mit 127 Einwohnern (Stand: 2024) in der Provinz Lleida im Nordosten Spaniens. Sie ist Teil der Comarca Pallars Sobirà. Die Gemeinde besteht neben dem namensgebenden Hauptort Farrera aus den Ortschaften Alendo, Burg, Glorieta, Mallolís und Montesclado. 

## Lage
Farrera liegt in den Pyrenäen etwa 105 Kilometer nordnordöstlich von Lleida in einer Höhe von ca. 1360 m nahe der Grenze zu Frankreich. Die Gemeinde wird vom Noguera de Cardós durchflossen. 

## Einwohnerentwicklung
| 1970 | 1981 | 1991 | 2001 | 2011 | 2021 |
| ---- | ---- | ---- | ---- | ---- | ---- |
| 92   | 72   | 88   | 97   | 140  | 116  |

## Sehenswürdigkeiten

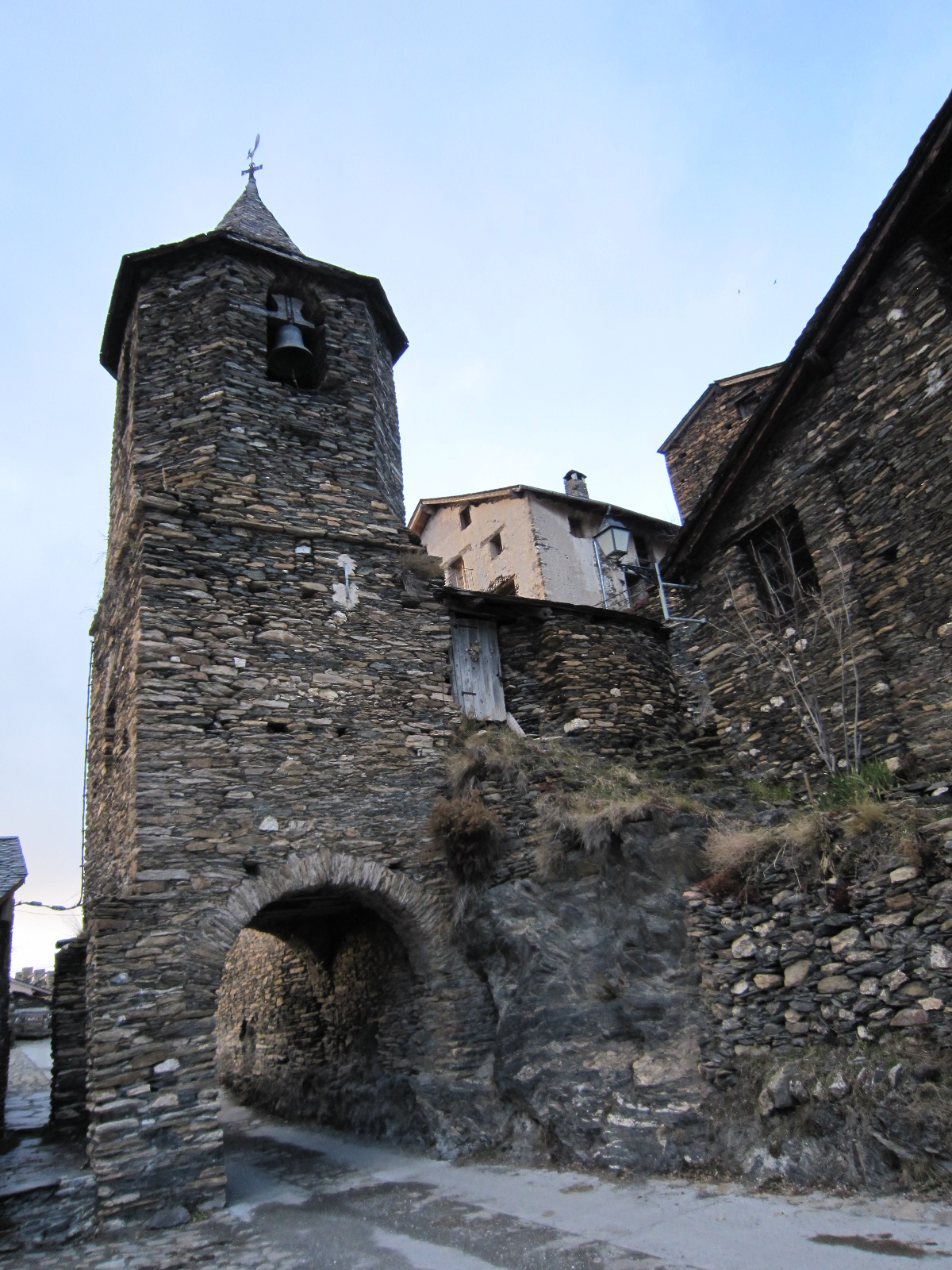
Rochuskirche
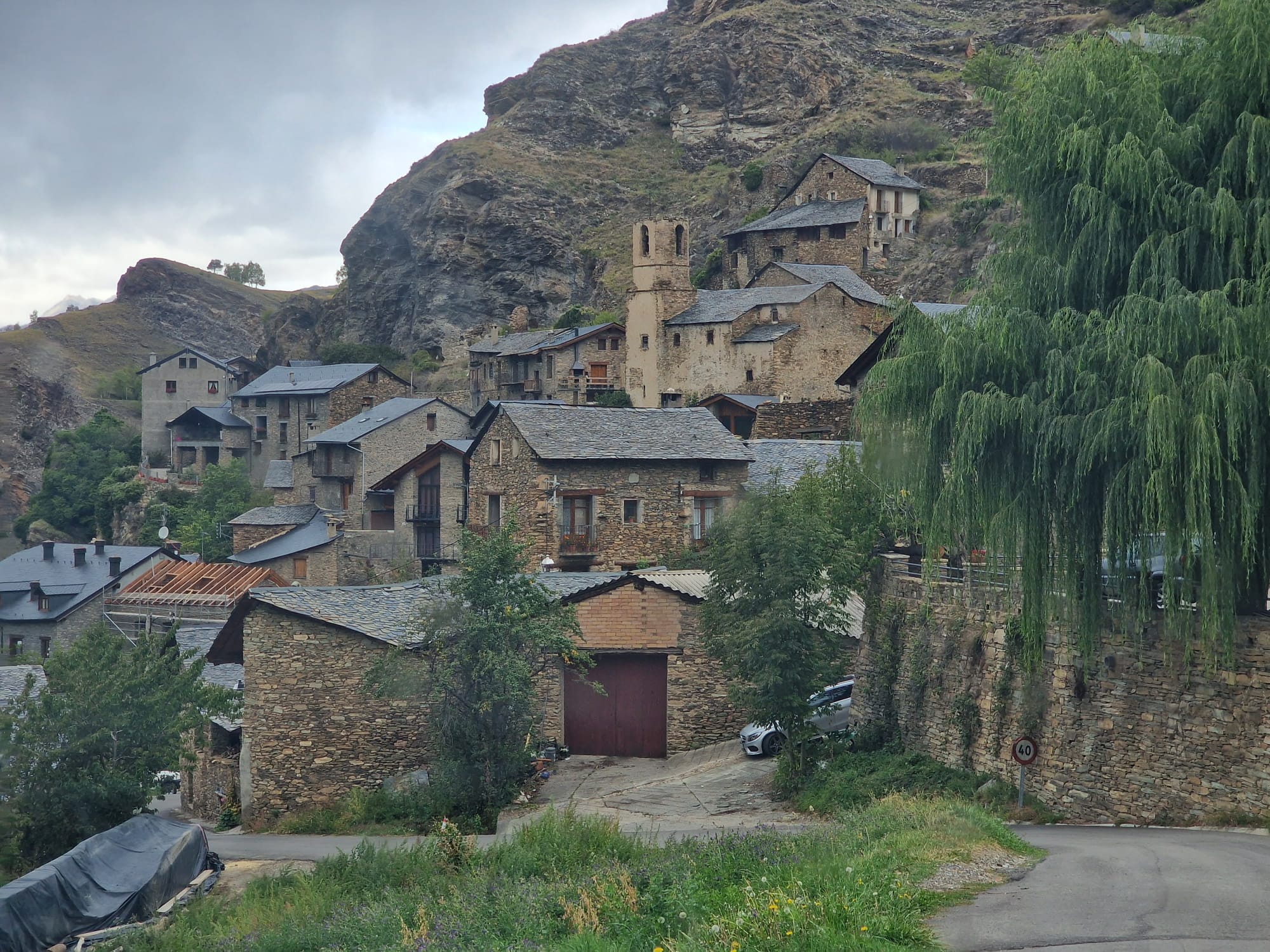
Bartholomäuskapelle in Burg
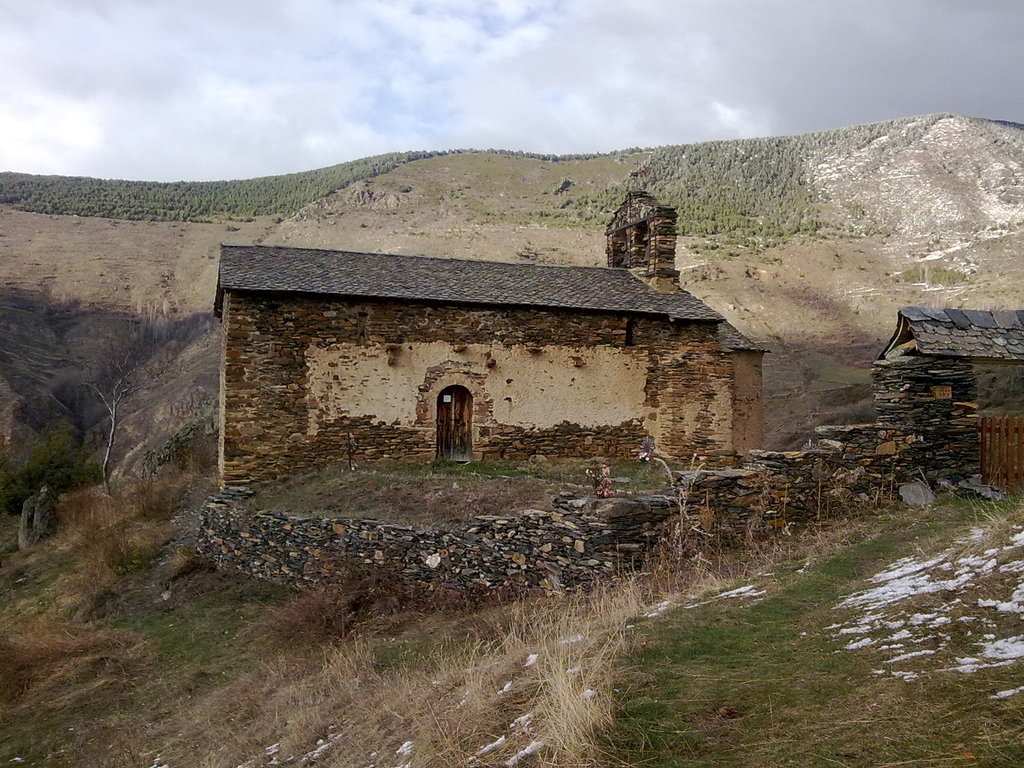
Eulalienkapelle in Alendo
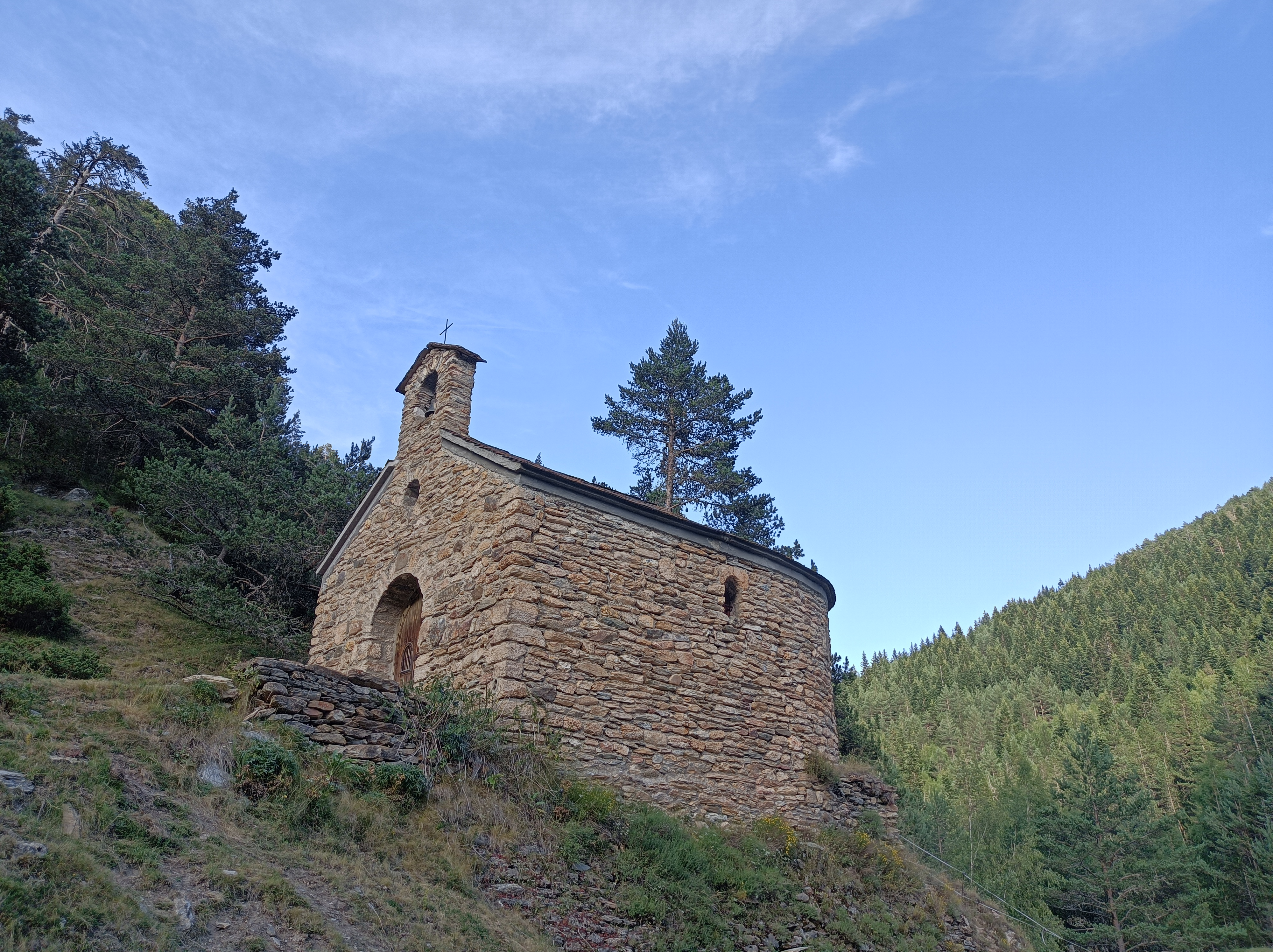
Magdalenenkapelle in Ribalera
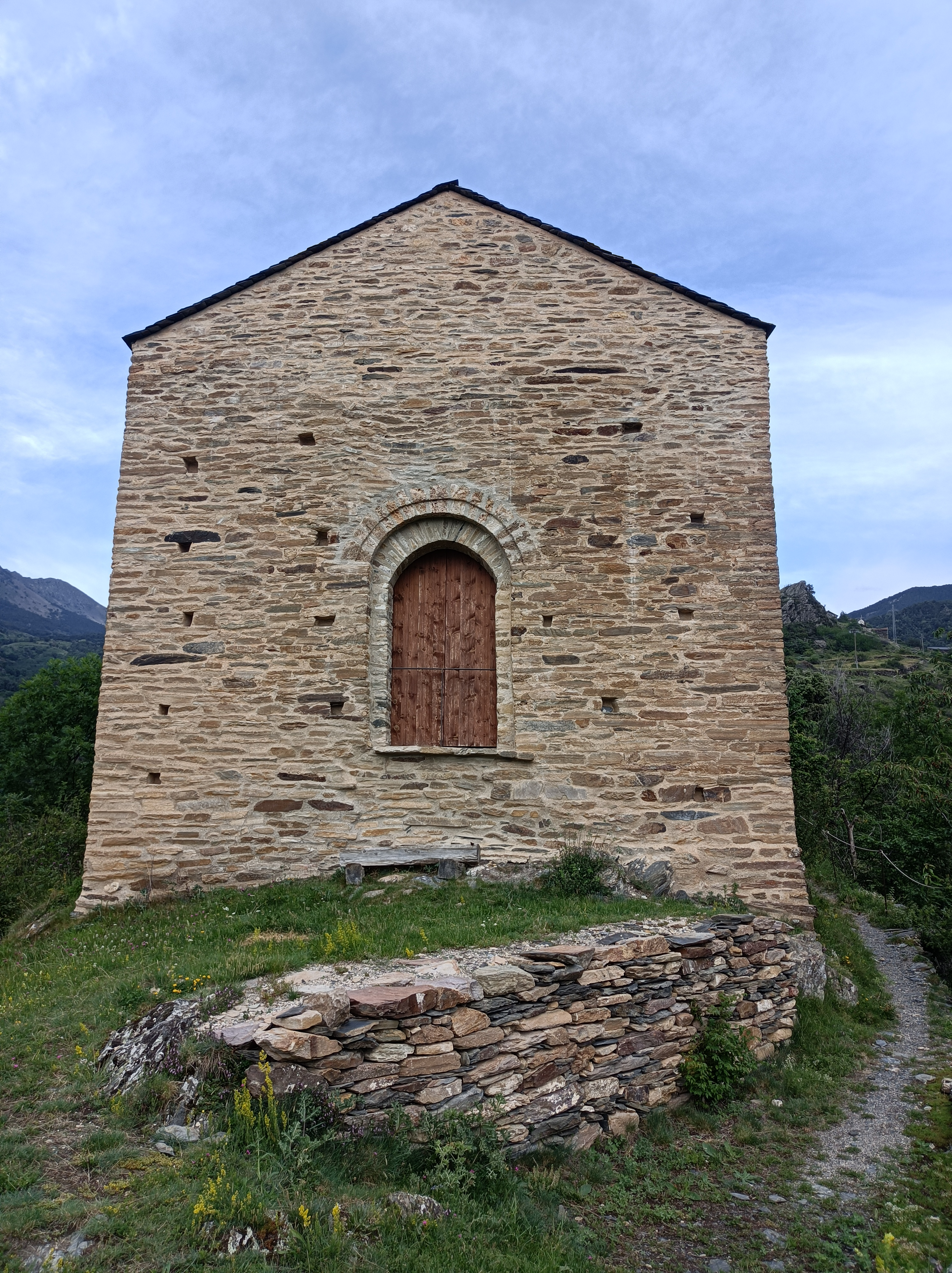
Marienkapelle

- Rochuskirche
- Burg mit der Bartholomäuskapelle
- Eulalienkapelle
- Magdalenenkapelle
- Marienkapelle